# Boa Vista do Ramos
Boa Vista do Ramos, amtlich Município de Boa Vista do Ramos, ist eine brasilianische Gemeinde im Bundesstaat Amazonas in der Mesoregion Centro Amazonense (Zentral-Amazonien) in der Mikroregion Parintins. Nachbarstädte sind Barreirinha, Maués, Itacoatiara und Urucurituba.

## Geschichte
Die Geschichte von Boa Vista do Ramos ist mit der Geschichte der Gemeinde Maués verbunden.
Im Jahr 1798 wurde im Gebiet von Maués das Walddorf Aldeia de Lusea gegründet. Mitte des 19. Jahrhunderts gab es in der Region mehrere Konflikte zwischen Weißen und indigenen Völkern.
Als die Provinz Amazonas im Jahre 1850 geschaffen wurde, wurde Lusea eine der 14 Gemeinden in der Provinz. Ihr Name wurde 1982 in Maués geändert. 1895 wurde die Gemeinde Sitz des Distrikts. Am 10. Dezember 1981 wurde durch den 12. Zusatzartikel die Gemeinde Boa Vista do Ramos aus Teilen von Maués und der benachbarten Gemeinden Barreirinha und Urucurituba gebildet.

## Geografie

### Lage
Die Stadt liegt 269 km von der Hauptstadt des Bundesstaates (Manaus) entfernt.

### Klima
In der Stadt herrscht Tropisches Klima (Monsun) (Af). Es gibt ganzjährig hohe Niederschläge in der Summe fallen im Jahr 2249 mm Niederschlag. Der trockenste Monat ist der September mit 67 mm Niederschlag. Im März fallen mit 347 mm die meisten Niederschläge. Die Jahresdurchschnittstemperatur liegt bei 27,3 °C. Die durchschnittlichen Temperaturen schwanken im Jahresverlauf um 1,5 °C.

## Fauna
In der Umgebung von Boa Vista do Ramos leben Tapire, Blattschneiderameisen und Amazonasdelfine.

## Wirtschaft
Das Durchschnittseinkommen ist gering und viele Gemeindemitglieder sind arm. Sie sind Holzfäller, Bergarbeiter, Viehzüchter oder leben vom Anbau von Paranüssen, Kautschuk oder Guaraná.

## BIP pro Kopf und HDI
Das Bruttoinlandsprodukt pro Kopf lag 2011 bei 5193 Real, der Index der menschlichen Entwicklung (HDI) bei 0,565.